# Jiří Trup
Jiří Trup (* 5. prosince 1944, Horní Počaply) je bývalý český hokejový brankář.

## Hokejová kariéra
V československé lize chytal za CHZ Litvínov a TJ Gottwaldov. Odchytal 7 ligových sezón a nastoupil v 83 ligových utkáních. V nižší soutěži chytal za VTŽ Chomutov. Reprezentoval Československo v mládežnických týmech. V roce 1964 chytal za československé juniory v Banské Bystrici proti Sovětskému svazu při prohře 2:3, ale byl hrdinou zápasu, když za obránci Pospíšilem, Suchým, Beránkem a Metelkou pochytal mnoho střel.

## Klubové statistiky
| 1962/1963 | CHZ Litvínov  | 1. liga | 9  | -    | -     |
| 1964/1965 | CHZ Litvínov  | 1. liga | 15 | 3,27 | -     |
| 1965/1966 | TJ Gottwaldov | 1. liga | 15 | 4,91 | 86,15 |
| 1966/1967 | CHZ Litvínov  | 1. liga | 25 | 4,64 | -     |
| 1967/1968 | CHZ Litvínov  | 1. liga | 11 | 5,27 | -     |
| 1968/1969 | CHZ Litvínov  | 1. liga | 4  | 4,50 | -     |
| 1969/1970 | CHZ Litvínov  | 1. liga | 4  | 4,75 | -     |
| 1970/1971 | VTŽ Chomutov  | 2. liga | -  | -    | -     |